# Panormenis melichari
Panormenis melichari är en insektsart som beskrevs av Metcalf 1955. Panormenis melichari ingår i släktet Panormenis och familjen Flatidae. Inga underarter finns listade i Catalogue of Life.